# العلاقات الجنوب سودانية السويسرية
العلاقات الجنوب سودانية السويسرية هي العلاقات الثنائية التي تجمع بين جنوب السودان وسويسرا.

## مقارنة بين البلدين
هذه مقارنة عامة ومرجعية للدولتين:
| وجه المقارنة                                              | جنوب السودان                  | سويسرا                                                                                      |
| --------------------------------------------------------- | ----------------------------- | ------------------------------------------------------------------------------------------- |
| المساحة (كم2)                                             | 619.75 ألف                    | 41.28 ألف                                                                                   |
| عدد السكان (نسمة)                                         | 12.58 مليون                   | 8.21 مليون                                                                                  |
| الكثافة السكانية (ن./كم²)                                 | 20.3                          | 198.89                                                                                      |
| العاصمة                                                   | جوبا                          | برن                                                                                         |
| اللغة الرسمية                                             | لغة إنجليزية                  | اللغة الألمانية، اللغة الإيطالية، لغة فرنسية، اللغة الرومانشية، الألمانية السويسرية الموحدة |
| العملة                                                    | جنيه جنوب سوداني، جنيه سوداني | فرنك سويسري                                                                                 |
| الناتج المحلي الإجمالي (بليون دولار)                      | 2.90 مليار                    | 678.89 مليار                                                                                |
| الناتج المحلي الإجمالي (تعادل القوة الشرائية) بليون دولار | 22.88 مليار                   | 518.07 مليار                                                                                |
| الناتج المحلي الإجمالي الاسمي للفرد دولار أمريكي          | 73                            | 80.94 ألف                                                                                   |
| الناتج المحلي الإجمالي للفرد دولار أمريكي                 | 2.02 ألف                      | 59.54 ألف                                                                                   |
| مؤشر التنمية البشرية                                      | 0.467                         | 0.930                                                                                       |
| رمز المكالمات الدولي                                      | +211                          | +41                                                                                         |
| رمز الإنترنت                                              | .ss                           | .ch، .swiss ‏                                                                                |
| المنطقة الزمنية                                           | ت ع م+03:00                   | توقيت وسط أوروبا، ت ع م+01:00، ت ع م+02:00، أوروبا/زيورخ ‏                                   |

## منظمات دولية مشتركة
يشترك البلدان في عضوية مجموعة من المنظمات الدولية، منها:
| علم المنظمة | اسم المنظمة                               | تاريخ انضمام جنوب السودان | تاريخ انضمام سويسرا |
| ----------- | ----------------------------------------- | ------------------------- | ------------------- |
|             | مؤسسة التمويل الدولية                     | 18 أبريل 2012             | 29 مايو 1992        |
|             | البنك الإفريقي للتنمية                    | ?                         | ?                   |
|             | الاتحاد الدولي للاتصالات                  | 3 أكتوبر 2011             | 1866                |
|             | يونسكو                                    | 27 أكتوبر 2011            | 28 يناير 1949       |
|             | الأمم المتحدة                             | 14 يوليو 2011             | 10 سبتمبر 2002      |
|             | منظمة الشرطة الجنائية الدولية             | ?                         | ?                   |
|             | البنك الدولي للإنشاء والتعمير             | 18 أبريل 2012             | 29 مايو 1992        |
|             | الاتحاد البريدي العالمي                   | ?                         | ?                   |
|             | مؤسسة التنمية الدولية                     | 18 أبريل 2012             | 29 مايو 1992        |
|             | المركز الدولي لتسوية المنازعات الاستشارية | 18 مايو 2012              | 14 يونيو 1968       |
|             | وكالة ضمان الاستثمار متعدد الأطراف        | 18 أبريل 2012             | 12 أبريل 1988       |

## أعلام
هذه قائمة لبعض الشخصيات التي تربطها علاقات بالبلدين:
- دينيس زكريا (لاعب كرة قدم سويسري، 20 نوفمبر 1996[23] – )

## وصلات خارجية
- موقع وزارة الخارجية الجنوب سودانية
- موقع وزارة الخارجية السويسرية